# Tubillón
Un tubillón es un pequeño cilindro de madera dura utilizado para unir dos piezas de madera. Existen en diferentes longitudes y diámetros. A lo largo tienen unos canales que sirven para recoger el excedente de cola usada en la unión. El diámetro del tubillón ha de coincidir con el del agujero donde va alojado.
Se conoce también como tarugo, o espiga. 